# Ataque a la isla Borbón
El ataque a la Isla Borbón fue una ofensiva británica a las posiciones argentinas en la Isla Borbón (Pebble Island) tuvo lugar durante la Guerra de las Malvinas los días 14 y 15 de mayo de 1982. La isla Borbón se halla frente a la costa norte de la isla Gran Malvina y es la mayor del archipiélago de las Malvinas, en ella las fuerzas argentinas habían instalado la Estación Aeronaval Calderón.

## Antecedentes
Inmediatamente después de que las fuerzas argentinas se apoderaron de las islas Malvinas, la Armada Argentina estableció una pequeña base aérea (el Aeródromo Auxiliar Calderón) en la isla Borbón, utilizando dos pistas de aterrizaje local preexistentes situadas a 51°19′52.83″S 59°34′48.63″O / -51.3313417, -59.5801750, en las que basaron aviones Beechcraft T-34 Mentor C-1, asignándole la Compañía "H" del Batallón de Infantería de Marina N° 3 con 300 soldados para su defensa. Fue también utilizado por la Fuerza Aérea Argentina como aeródromo de emergencia; a partir del ataque que la BAM Cóndor de Puerto Darwin sufrió el 1 de mayo, se desplegaron en la isla Borbón varios I.A. 58 Pucará originarios de esta base.
Esos aviones de ataque podrían haber comprometido las maniobras de desembarco de la Marina Real en el oriente de las Malvinas. Comandos del Servicio Aéreo Especial (SAS), que se hallaban embarcados en el portaaviones HMS Hermes (R12) , se encargaron de eliminar la amenaza con el apoyo de la fragata Tipo 22 HMS Broadsword, escolta defensiva del portaaviones, y del destructor clase County HMS Glamorgan, que proveyeron fuego naval de apoyo con sus cañones.
El Naval Gunfire Support Forward Observer (NGSFO), capitán Chris Brown RA de la Batería 148 del Comando 29 del Regimiento Real de Artillería fue el responsable de la coordinación.
Las intenciones iniciales eran la inserción de un escuadrón aéreo del HMS Hermes utilizando personal del Escuadrón "D" del Regimiento 22.
El ataque debía destruir los aviones desplegados en Puerto Calderón, radar, el equipo de tierra y a la guarnición de la protección y volver a la cubierta antes de amanecer.

## Reconocimiento previo
El reconocimiento para la incursión fue conducido por personal de la Boat Troop de la escuadrilla de D, mediante una infiltración en kayaks.
La patrulla encontró que los vientos de proa fuertes aumentarían el tiempo de vuelo desde el punto de lanzamiento del HMS Hermes, retrasando la operación y reduciendo la ventana ofensiva disponible a treinta minutos, mucho menos de los noventa previstos. A la luz de esta información el planeamiento acentuó la importancia de destruir los aviones como prioridad, con el personales de soporte como prioridad secundaria.

## Incursión

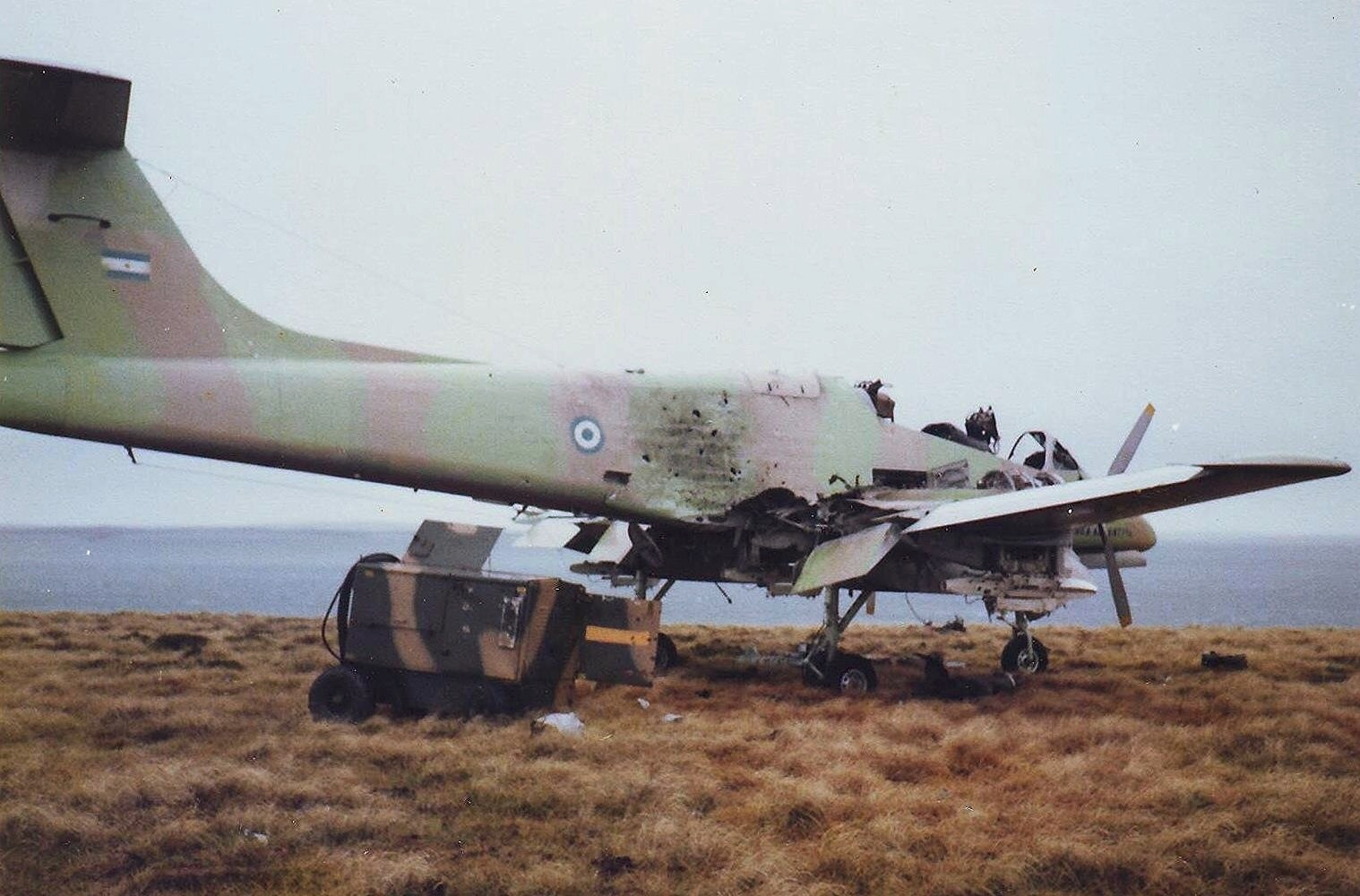
IA-58A Pucará del Grupo 3 de Ataque destruido.

Durante la noche del 14 de mayo dos helicópteros Westland Sea King HC.Mk.4 del 846 Naval Air Squadron, parte de Commando Helicopter Force, salieron con cuarenta y cinco miembros del Escuadrón D a bordo. El punto de descenso estaba a unos seis kilómetros de la pista de aterrizaje en la isla Borbón. Encargaron a la tropa de montaña la destrucción de los aviones argentinos, mientras que el personal restante actuaba como fuerza de protección, asegurando la aproximación a la pista de aterrizaje, y formando una reserva operacional. El grupo de ataque descargó más de cien bombas del mortero de L16 81 mm, cargas explosivas, y armas antitanques Rocket 66 mm HEAT L1A1 Light para llevar a la zona de combate desde los helicópteros, cada hombre del grupo de ataque llevaba por lo menos dos bombas de mortero. Las armas ligeras que se usaron fueron los fusiles M16 y algunos con los lanzagranadas colgantes M203.
La navegación del acercamiento fue conducida por un miembro de la Boat Troop que había realizado el reconocimiento.
Cuando el grupo de ataque se acercó al blanco, apuntaron a un centinela argentino, no obstante no fueron comprometidos, permitiendo llegar al blanco y poner cargas explosivas en siete de los aviones. Una vez que todos los aviones habían sido preparados, el equipo de ataque abrió fuego con las armas ligeras y los cohetes L1A1 que impactaron los aviones. Todos los aviones fueron dañados, destruyendo a algunos sus trenes de aterrizaje. Después de esa señal el HMS Glamorgan comenzó a bombardear las posiciones argentinas adyacentes al campo de aviación, golpeando los almacenes de municiones y de combustible.
La fuerza defensiva no combatió hasta que el equipo de ataque entero se reagrupó y se preparó para salir. Fue herido a un soldado británico mientras que el equipo de ataque devolvió el fuego usando las armas ligeras y los lanzagranadas M203, dando por resultado la muerte del oficial al mando argentino (según la versión británica) y la supresión de cualquier esfuerzo defensivo.
La versión de Argentina indica que sus infantes de marina permanecían ocultos en abrigos durante el ataque del HMS Glamorgan, así que no estaban totalmente disponibles para hacer frente al SAS en combate. El herido británico se produjo como resultado de la metralla producida por el estallido de las cargas colocadas por las fuerzas argentinas debajo de la pista de aterrizaje para impedir su uso al enemigo. Las ráfagas fueron accionadas en la creencia que la operación era un asalto completo para asumir el control la base aérea.

## Retorno
Acarrearon al hombre herido de nuevo al sitio de reembarque con el equipo de ataque que alcanzaba los aviones al tiempo requerido para el transporte de nuevo al HMS Hermes (R12) antes del amanecer.

## Consecuencias
Las pérdidas materiales argentinas durante la incursión fueron:
- Seis FMA IA-58 Pucará,[6] de la Fuerza Aérea Argentina.
- Un avión de transporte Short SC.7 Skyvan de la Prefectura Naval Argentina.

La incursión fue considerada un éxito completo, evocando el tipo de operaciones realizado por el SAS en la Segunda Guerra Mundial.

## Rescate

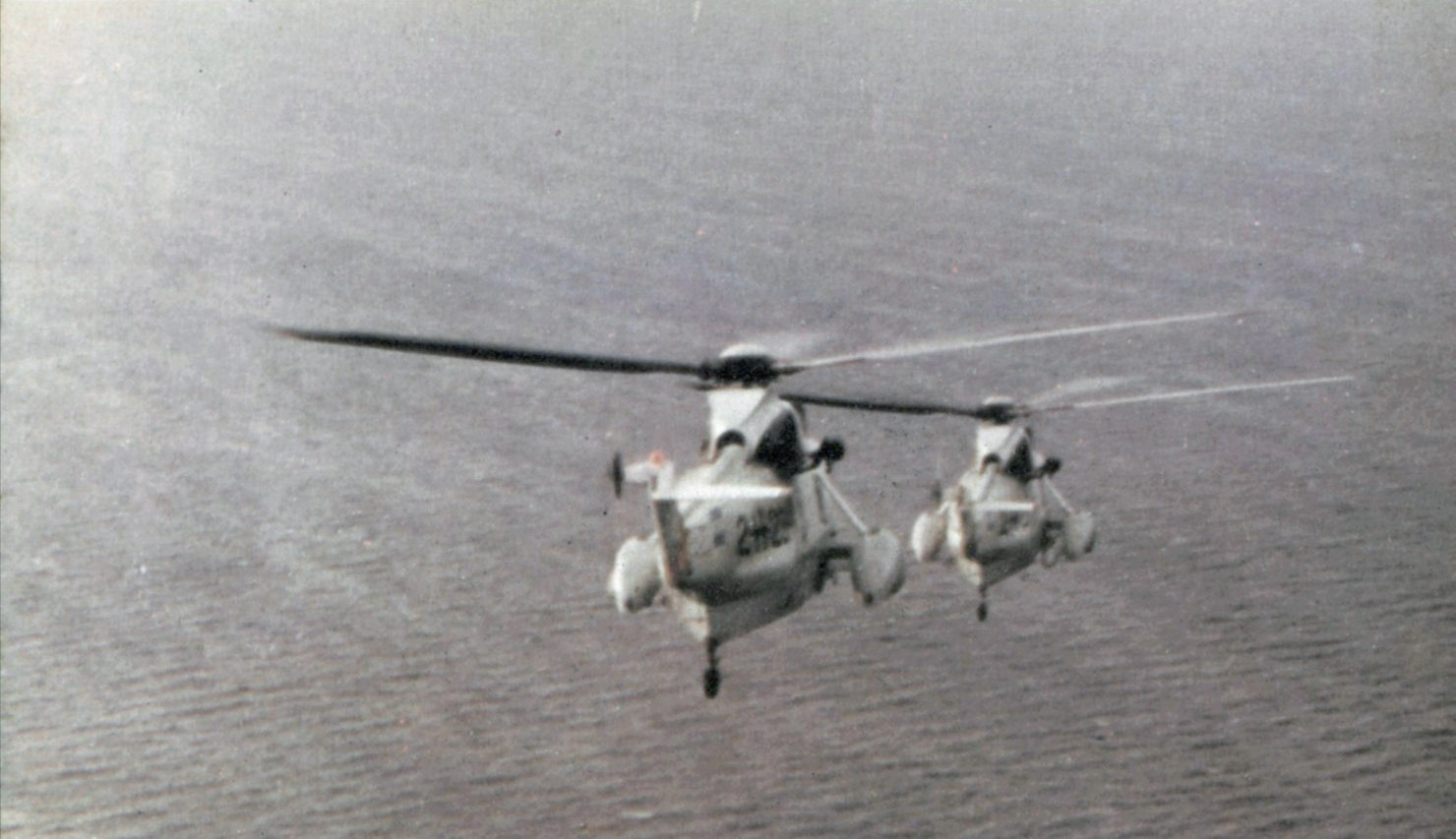
Helicópteros SH-3 Sea King de la Armada Argentina.

El comandante de la Fuerza de Tareas 80, contraalmirante Carlos García Boll, decidió rescatar a los diez hombres de su fuerza que habían quedado en la isla. El oficial superior ordenó al titular de la Fuerza Aeronaval N.º 2, capitán de navío Rivero, el alistamiento de helicópteros SH-3D Sea King. También se sumó el Grupo de Tareas 80.1 a cargo del contraalmirante Héctor Martini.
El 28 de mayo se asignó la misión a la 2.ª Escuadrilla Aeronaval de Helicópteros que en ese momento estaba cumpliendo tareas de búsqueda antisubmarina en el golfo San Matías. Se prepararon tres SH-3D. A uno de estos se instaló un equipo de navegación VLF Omega. Cada helicóptero cargó cinco tambores de combustible y abastecimientos para la Infantería de Marina.
El 30 de mayo, los tres Sea King estaban en la Base Aeronaval Río Grande. Al día siguiente a las 14:17 horas (UTC-03:00) inició la misión. Dos SH-3D partieron rumbo a Malvinas acompañados por un Puma de la Prefectura. El otro Sea King salió hacia Río Gallegos para cumplir estación de rescate.
A las 15:24 horas, decoló de Río Grande un King Air 200 del GT 80.1 para proporcionar apoyo de comunicaciones.
Los SH-3D arribaron al punto previsto, localizado entre las islas San José y San Rafael. Desde allí continuaron hacia la isla Borbón, donde llegaron a las 17:25. Para esto, sobrevolaron las islas Trinidad y Vigía, cruzando la bahía San Francisco de Paula.
Media hora después del aterrizaje, un par de Harrier o Sea Harrier sobrevoló Calderón lanzando bengalas.
A las 21:55 horas, los dos Sea King aterrizaron en Río Grande.